# Paul Millander
Paul Millander is een personage uit de televisieserie CSI: Crime Scene Investigation. Hij werd gespeeld door Matt O'Toole en kwam voor in de afleveringen "Pilot", "Anonymous" en "Identity Crisis". Daarmee was hij naast Tammy Felton de enige crimineel die in meer dan één aflevering meedeed.

## Optreden in CSI en persoonlijk leven
In de pilotaflevering werden Millanders vingerafdrukken gevonden op een taperecorder gebruikt voor Royce Harmons zelfmoordbrief. Al snel bleek dat het niet om zelfmoord ging, maar moord. Gil Grissom ontmoette hem en liet hem ondervragen, waarbij bleek dat Millander een bedrijf runt dat Halloweenkostuums maakt. Hij maakte een matrijs van zijn eigen hand voor een speciaal kostuum met een bebloede arm, en verklaarde dat op die manier zijn vingerafdrukken op de plaats delict waren beland. Iemand zou de hand hebben gekocht en gebruikt om valse afdrukken achter te laten. Grissom accepteerde deze verklaring op dat moment.
In de aflevering Anonymous vond weer een zogenaamde zelfmoord plaats en werden weer Millanders vingerafdrukken gevonden. Grissom dacht hierin nog altijd dat iemand Millander erin wilde luizen, totdat aan het einde van de aflevering een dakloze man die door de moordenaar werd gebruikt om een cryptische boodschap aan het CSI team te geven verklaarde dat Millander de man was die hem benaderd had. Grissom besefte toen dat Millander hem al die tijd voor de gek hield en wilde hem arresteren. In diens werkplaats vond hij enkel een envelop gericht aan hem. Er zat niets in, wat inhield dat Millander vond dat Grissom niets was. Aan het einde van de aflevering bespotte hij Grissom nog een keer door, tijdens Grissoms afwezigheid, naar het CSI hoofdkwartier te gaan en te zwaaien naar de bewakingscamera.
Millander dook pas weer op in seizoen 2 in de aflevering "Identity Crisis", waarin wederom een zogenaamde zelfmoord plaatsvond op precies dezelfde manier als de vorige twee. Het team concludeerde nu dat Millander het voorzien had op vaders of vaderfiguren van middelbare leeftijd, met dezelfde verjaardag. De verjaardag van Gil Grissom: 17 augustus. Deze datum is tevens de dag waarop Millanders eigen vader stierf. Millanders vader was ook vermoord op een dusdanige manier dat het zelfmoord leek toen Millander nog een kind was. De moord werd als zelfmoord afgedaan omdat Millander niet genoeg bewijs kon geven dat het moord was. Daarbij bleek dat Millander oorspronkelijk geboren was als een meisje - Pauline Millander – en tijdens zijn jeugd geslachtsverandering had ondergaan.
Het CSI team ontdekte tevens dat Millander een dubbelleven leidde, een als Paul Millander en een als de eervolle rechter Douglas Mason. Als Douglas Mason had hij een respectabele baan, een vrouw en een geadopteerde zoon. Dit maakte de zaak alleen maar lastiger.
Tegen het einde van de aflevering had Grissom eindelijk genoeg bewijs om Rechter Mason/Paul Millander te arresteren, maar hij wist te ontkomen en keerde terug naar het huis waar zijn moeder woonde. Hij vermoordde haar en eindigde daarna zijn eigen leven op dezelfde manier dat hij de vorige drie moorden op zelfmoord deed lijken: door een tape achter te laten met een zelfmoordbericht. In de allerlaatste scène vond Grissom Millander dood in de badkuip van het huis.